# 1725
- Wikisource

| Calendário gregoriano                                                        | 1725 MDCCXXV                         |
| Ab urbe condita                                                              | 2478                                 |
| Calendário arménio                                                           | 1174 – 1175                          |
| Calendário bahá'í                                                            | -119 – -118                          |
| Calendário budista                                                           | 2269                                 |
| Calendário chinês                                                            | 4421 – 4422 Início a 13 de fevereiro |
| Calendário copta                                                             | 1441 – 1442                          |
| Calendário etíope                                                            | 1717 – 1718                          |
| Calendários hindus - Vikram Samvat - Calendário nacional indiano - Cáli Iuga | 1780 – 1781 1646 – 1647 4825 – 4826  |
| Calendário Holoceno                                                          | 11725                                |
| Calendário islâmico                                                          | 1137 – 1139                          |
| Calendário judaico                                                           | 5485 – 5486                          |
| Calendário persa                                                             | 1103 – 1104                          |
| Calendário rúnico                                                            | 1975                                 |
| Calendário solar tailandês                                                   | 2268                                 |

1725 (MDCCXXV, na numeração romana) foi um ano comum do século XVIII do Calendário Gregoriano, da Era de Cristo, e a sua letra dominical foi G (52 semanas), teve início numa segunda-feira e terminou também numa segunda-feira.
| Ano completo                         |
| ------------------------------------ |
| Ano comum com início à segunda-feira |

## Eventos
- 25 de janeiro - o corsário espanhol Amaro Pargo recebe o título de Hidalgo (nobre).
- 8 de Fevereiro - Morre Pedro O Grande e Catarina I da Rússia é aclamada imperatriz.
- 23 de Agosto - Confirmação da doação da capitania da ilha de Santa Maria, Açores a Afonso de Vasconcelos e Sousa.
- Abertura do Campo Novo (Braga), na cidade portuguesa de Braga.
- Bartolomeu Bueno da Silva Filho, encontrou ouro em Goiás.

## Nascimentos
- 25 de Setembro - Nicolas-Joseph Cugnot,  inventor francês que construiu o que poderá ter sido o primeiro veículo auto-propulsionado do mundo.
- Abdulamide I - sultão otomano.

## Mortes
- 8 de Fevereiro - Pedro I da Rússia, czar.

## Por tema
- 1725 na literatura